# Camaçari
Camaçari là một đô thị thuộc bang Bahia, Brasil. Đô thị này có diện tích 759,802 km², dân số năm 2007 là 197144 người, mật độ 259,47 người/km².